# Bleienbach
Bleienbach (toponimo tedesco) è un comune svizzero di 697 abitanti del Canton Berna, nella regione dell'Emmental-Alta Argovia (circondario dell'Alta Argovia).

## Monumenti e luoghi d'interesse
- Chiesa riformata, eretta nel IX-X secolo e ricostruita nel XIII secolo e nel 1732-1734[1].

## Società

### Evoluzione demografica
L'evoluzione demografica è riportata nella seguente tabella:
Abitanti censiti

## Amministrazione
Ogni famiglia originaria del luogo fa parte del cosiddetto comune patriziale e ha la responsabilità della manutenzione di ogni bene ricadente all'interno dei confini del comune.